# АЭС Вюргассен
Атомная электростанция Вюргассен (нем. Kernkraftwerk Würgassen) — закрытая атомная электростанция в Германии с одним кипящим ядерным реактором (BWR) первого поколения мощностью 670 МВт. АЭС расположена в Вюргассене — части города Беверунген в восточной Вестфалии в районе Хёкстер, земли Северный Рейн-Вестфалия.
Строительство электростанции было начато в 1968 году, в 1971 году станция выдала первый ток, в 1975 году строительство полностью завершилось. Станция находилась в эксплуатации по 26 августа 1994 года. В начале сентября 1994 года во время плановой проверки были обнаружены трещины длиной до 60 мм в стальной оболочке активной зоны реактора. АЭС была окончательно закрыта 14 апреля 1995 года. В 1997 году был начат демонтаж оборудования, который был завершён в 2014 году.

## Данные энергоблока
АЭС имеет один энергоблок:
| Энергоблок      | Тип реактора | Нетто- мощность | Брутто- мощность | Начало строительства | Синхронизация с электросетью | Коммерческая эксплуатация | Закрытие   |
| --------------- | ------------ | --------------- | ---------------- | -------------------- | ---------------------------- | ------------------------- | ---------- |
| Würgassen (KWW) | BWR          | 640 MВт         | 670 MВт          | 26.01.1968           | 18.12.1971                   | 11.11.1975                | 26.08.1994 |